# Robert Halperin
Robert Sherman "Bob" Halperin (Chicago, 26 de janeiro de 1908 — Palm Springs, 8 de maio de 1985) foi um velejador, jogador de futebol americano e executivo estadunidense, medalhista olímpico. Ele competiu nos Jogos Olímpicos de Verão de 1960 na classe Star e conquistou a medalha de bronze na disputa a bordo do Shrew II com William Parks.
Na faculdade, Halperin começou a jogar futebol pela Universidade de Notre Dame, como quarterback do lendário técnico Knute Rockne, e depois jogou pela Universidade de Wisconsin, graduando-se em 1932. Após se formar na faculdade em 1932, ele jogou futebol profissional como zagueiro do Brooklyn Dodgers na National Football League, sob o comando do técnico Benny Friedman.
Ele ingressou na Marinha dos Estados Unidos em 19 de março de 1942, com a idade avançada de 34 anos, como marinheiro, ascendendo finalmente ao nível de tenente-comandante e depois comandante. Ele treinou primeiro com o boxeador da Marinha Gene Tunney, e depois em um programa ultrassecreto em 1942 na Base Anfíbia Naval de Little Creek.